# Zhou Bangyan
Zhou Bangyan (chinesisch: 周邦彥; geboren 1056 in Qiantang; gestorben 1121 in Shangqiu) stammte aus Hangzhou, diente unter den letzten drei Kaisern der Nördlichen Song-Dynastie (960–1127) als Beamter in der Provinz und in der Hauptstadt Kaifeng, u. a. als Direktor des Musikamts. Er gilt als herausragender Dichter von Liedern (詞, Ci), zu denen er auch selbst Melodien schrieb. 

## Leben
Zhou Bangyan wurde 1056 in Qiantang, dem heutigen Hangzhou, geboren. Mit 23 Jahren begab er sich zum Studium in die Hauptstadt der Nördlichen Song-Dynastie Bianliang, das heutige Kaifeng. Nachdem er 1083 mit einer „Rhapsodie auf die Hauptstadt“ (汴都賦) die Anerkennung des Kaisers gefunden hatte, erhielt er, ohne die Prüfungen absolvieren zu müssen, den Posten eines Inspektors an der Universität. 1087 wurde er als Professor in die Präfektur Lu (Provinz Anhui) versetzt. Es folgten zehn Jahre in der Provinz, zuletzt längere Zeit als Sub-Präfekt von Lishui, südlich von Nanjing. Danach wurde er von Kaiser Zhezong auf eine leitende Stelle an der Universität in die Hauptstadt zurückgerufen. Zhezongs Nachfolger Huizong beförderte Zhou zum Kollator in der Kaiserlichen Bibliothek. Schließlich stieg er bis zum Vizedirektor am Hof der Kaiserlichen Insignien auf. 1111 wurde er erneut in die Provinz geschickt, zunächst als Präfekt im Bezirk Longde (heute Provinz Ningxia) im kargen Norden des Reichs, danach in Mingzhou (heute Ningbo). 1116 wurde er schließlich zum Direktor der Kaiserlichen Bibliothek berufen, noch im selben Jahr aber zum Direktor des Musikamts ernannt, wohl aufgrund seiner Bekanntheit als Lieddichter, der zu seinen Texten auch eigene Melodien schrieb. 1118 musste er wieder in die Provinz und starb schließlich 1121 mit 65 Jahren in Shangqiu.

## Werk
Etwa achtzig Jahre nach Zhou Bangyans Tod wurde eine erste Werkausgabe gedruckt, die aber nicht erhalten ist. Bereits 1180 wurde jedoch eine Sammlung seiner unter den Südlichen Song sehr populären Lieder kompiliert, die 182 Texte auf 114 verschiedene Melodien enthält und sich bis heute erhalten hat, während von Zhou Bangyans traditioneller Lyrik (Shi) nur zwölf Stück überliefert sind. 
Thematisch bewegen sich Zhou Bangyans Lieder weitgehend im Rahmen einer traditionell dem Ci vorbehaltenen galanten Liebeslyrik. Sein Beitrag zur Blüte dieses Genres, das sich in den städtischen Vergnügungsvierteln herausgebildet hatte, liegt daher weniger in stofflichen Innovationen als in der Verfeinerung der Sprache und einem sicheren Gespür für deren musikalische Qualitäten. Ist bei Vorgängern wie Liu Yong (987–1053) der volkstümliche Ursprung in der schlichten, manchmal auch derben Sprache, noch deutlich spürbar, schafft Zhou Bangyan Verse von höchster Eleganz, die das verfeinerte Leben einer modernen Oberschicht in den prosperierenden Städten der Song-Zeit widerspiegeln. Charakteristisch für seinen Stil ist auch, dass es ihm gelingt, literarische Anspielungen nahtlos und ungekünstelt in seine Texte zu integrieren.

## Übersetzungen
- Zhou Bangyan: Lieder. Aus dem Chinesischen von Raffael Keller. edition offenes Feld, Dortmund 2017. ISBN 9783743160248.

| Personendaten    | Personendaten                              |
| ---------------- | ------------------------------------------ |
| NAME             | Zhou, Bangyan                              |
| ALTERNATIVNAMEN  | 周邦彥 (chinesisch)                        |
| KURZBESCHREIBUNG | Dichter und Komponist von Liedern (詞, Ci) |
| GEBURTSDATUM     | 1056                                       |
| GEBURTSORT       | Qiantang                                   |
| STERBEDATUM      | 1121                                       |
| STERBEORT        | Shangqiu                                   |